# 楠久駅
楠久駅（くすくえき）は、佐賀県伊万里市山代町楠久にある、松浦鉄道西九州線の駅である。

## 歴史
- 1930年（昭和5年）3月21日：鉄道省伊万里線（後の松浦線）の駅として開設[1]。
- 1962年（昭和37年）10月1日：貨物取扱廃止[1]。
- 1970年（昭和45年）10月1日：荷物扱い廃止[1][2]、無人駅化[3]。
- 1987年（昭和62年）4月1日：国鉄分割民営化に伴い、JR九州松浦線の駅となる[1]。
- 1988年（昭和63年）4月1日：第三セクター松浦鉄道へ転換、松浦鉄道西九州線の駅となる[1]。
- 1992年（平成4年）：交換設備新設、2面2線化[4]。

## 駅構造
相対式ホーム2面2線を有する列車交換可能な地上駅。両ホームは構内踏切で連絡している。
無人駅。駅舎は無いが、待合室とトイレが設置されている。
| ホーム | 路線      | 方向 | 行先                                 | 備考 |
| ------ | --------- | ---- | ------------------------------------ | ---- |
| 北側   | ■西九州線 | 上り | 伊万里方面                           |      |
| 南側   | ■西九州線 | 下り | 松浦・たびら平戸口・佐々・佐世保方面 |      |

※案内上ののりば番号は設定されていない。

## 利用状況
近年の1日平均乗車人員の推移は以下の通り。
| 乗車人員推移 | 乗車人員推移 |
| 年度         | 1日平均人数  |
| ------------ | ------------ |
| 1998         | 169          |
| 1999         | 175          |
| 2000         | 165          |
| 2001         | 123          |
| 2002         | 109          |
| 2003         | 86           |
| 2004         | 111          |
| 2005         | 83           |
| 2006         | 81           |
| 2007         | 78           |
| 2008         | 81           |
| 2009         | 77           |
| 2010         | 83           |
| 2011         | 83           |
| 2012         | 83           |
| 2013         | 61           |
| 2014         | 60           |
| 2015         | 61           |
| 2016         | 39           |
| 2017         | 39           |

## 駅周辺
- 楠久郵便局
- 荒熊稲荷神社
- 賢海寺
- 国道204号

## 隣の駅
松浦鉄道
■西九州線
里駅 - 楠久駅 - 鳴石駅